# Долина реки Царица
Долина реки Царицы — охраняемая речная система, расположенная в Волгоградской области и охватывающая часть долины реки Царицы, расположенной в Центральном, Ворошиловском, Дзержинском и Советском районах. Особо охраняемая природная территория (ООПТ) местного значения создана с целью сохранения уникального природного образования на территории города Волгограда. Площадь согласно кадастровому делу составляет 492,2 га.

## Описание
Геосистема долины находится на грани разрушения. На ряде участков долина практически прекратила своё естественное существование, перейдя на категорию техногенных ландшафтов. Собственно река используется как канализационный коллектор и одновременно как оросительный канал с многочисленными плотинами.
Краткая характеристика особо ценных для региона или данной ООПТ природных объектов, расположенных на ООПТ:
1. точечные гидротехнические объекты: исток реки Царица, расположенный в 1 км от поселка имени Горького, пресные ключи, дающие начало рекам Дубовая и Таловая;
2. ареальные ботанические и ландшафтные резерваты в верхней и средней части долины р. Царица;
3. полупустынный участок хорошей сохранности в средней части б. Крутенькой между п. Ежовка и пос. им. Горького протянулся узкой полосой вдоль бортов балки;
4. ценные степные резерваты сохранились по склонам и многочисленным плакорным участкам типчаково-ковыльных степей и песчаных степей;
5. ботанический резерват расположен в средней части балки Таловая;
6. ландшафтный резерват расположен в верховьях б. Дубовая к северо-востоку от посёлка Микоян;
7. пейзажный ландшафтный резерват расположен на склоне восточной экспозиции при слияний б. Таловая с рекой Царицей.

### Рельеф
На территории долины реки Царица выявлено 17 типов урочищ, которые сведены в следующие 4 группы:
1. плакорные или водораздельные урочища (волнистые равнины, водораздельные равнины, эродированные межбалочные водоразделы);
2. склоновые урочища (пологие и покатые приводораздельные склоны северной экспозиции, склоны межбалочных увалов южной экспозиции);
3. балочные и долинные (глубокие балки и донные овражные и пойменные врезы);
4. овражные урочища (растущие овраги и лощины, ложбины).

### Почвы
Почвенный покров представлен каштановыми супесями и суглинками, светлокаштановыми от супесей и тяжелых суглинков, солонцами светлокаштановыми, среднесуглинистыми, почвами балок и речных долин.

### Гидрологическая сеть
Речная сеть представлены тремя главными водотоками: река Дубовка, река Таловая, река Царица. Все истоки берут начало из основания ергенинской водоносной толщи на контакте с глинистыми водоупорами. Основные ключи имеют дебет до 1,0 л/сек.
- Астраханский мост через реку Царица до реконструкции 1913 года. Царицын (ныне Волгоград, Россия).
- Разлив реки Царицы в Сталинграде. 1939 год. В центре - Астраханский мост.
- Вид на долину реки Царицы из рядом стоящего здания.

### Зонирование
Перечень особо охраняемых территорий и режим природопользования долины реки Царицы (утв. решением малого Совета Волгоградского горсовета от 13 июля 1993 г. N 12/162)
| № | Название и статус охранности                    | Площадь и границы | Ширина и длина                         | Краткая характеристика и главные объекты, подлежащие охране. Рекомендации по использованию территорий. | Статус |
| - | ----------------------------------------------- | --- | -------------------------------------- | --- | ------ |
| 1 | Водоохранная зона (река Царица)                 | р. Волга — ж/д. насыпь                                                                                                   | 52 га (ширина 300 м, длина 1400 м)     | Пойма и бортовые склоны подвергнуты глубокой антропогенной трансформации. Скаты долины освоены капитальной застройкой. Водоток искусственный закрытого типа. Рекомендуется строительство городской парковой зоны развлекательно-рекреационного назначения.                                                 |        |
| 2 | Водоохранная зона (река Царица)                 | ж/д насыпь — III Продольная магистраль                                                                                   | 168,75 га (ширина — 450, длина — 3500) | Пойма характеризуется наличием дачных массивов, искусственных запруд. Русло водотока заполнено наносами и мусором. Кустарниковая и древесная растительность в значительной части уничтожена. Рекомендуется восстановление лесов I категории на свободной территории.                                       |        |
| 3 | Водоохранная зона (река Дубовая)                | Устье р. Дубовой — III Продольная магистраль                                                                             | 45 га (ширина — 225, длина 2000 м)     | Территория занята дачными массивами. Рекомендуется использовать без изменений статуса с исполнением требований, предъявляемых к водоохранной зоне. |        |
| 4 | Водоохранная зона (река Дубовая)                | III-я Продольная — городская черта                                                                                       | 95 га (ширина — 330, длина — 2500)     | Территория используется для стихийных свалок, водозабора устройства запруд. Склоны и днище распахиваются под огородные участки. Рекомендуется проведение работ по сохранению естественных сообществ, использовать с исполнением требований к водоохранной зоне                                             |        |
| 5 | Водоохранная зона (б. Демидова)                 | Устье балки — капитальная городская застройка                                                                            | 37,5 га (ширина — 200, длина — 1875)   | -"- |        |
| 6 | Водоохранная зона (р. Царица)                   | III-я Продольная городская граница                                                                                       | 90,3 га (ширина — 425, длина — 2125)   | Территория имеет естественную и пойменную и байрачно-балочную растительность. Присутствуют огородные распашки и отдельные дачные строения. Рекомендуется проведение работ по сохранению естественных сообществ с исполнением требований, предъявляемых к водоохранной зоне                                 |        |
| 7 | Водоохранная зона (р. Царица)                   | Северная граница города                                                                                                  | 217 га (ширина — 350, длина — 6200)    | Территория водотока и Ежовского пруда, включая надпойменные террасы и б. Студеную. Имеются стихийные огороды, прокладываются грунтовые дороги, осуществляется выпас скота. Рекомендуется проведение работ по сохранению естественных сообществ с исполнением требований, предъявляемых к водоохранной зоне |        |
| 8 | Заповедник направленного действия (р. Царица)   | Участок реки длиною 2500 м, расположенный в водоохранной зоне на расстоянии 1 км к западу от III-й Продольной магистрали | 72 га                                  | Существует естественная пойменная и байрачно-балочная растительность. Рекомендуется ликвидировать несанкционированные объекты. Запретить въезд транспорта (кроме транспорта ВПЭЛС). Произвести восстановительные работы. Создать заповедник                                                                |        |
| 9 | Заповедник направленного действия (б. Студеная) | Бассейн б. Студеной | 78 га                                  | Имеет существенное значение в системе водного питания верховьев р. Царицы. Ярко выражен балочно-степной ландшафт. Рекомендуется ограничение интенсивности использования с целью сохранения редких и характерных растительных видов и сообществ. Создание заповедника.                                      |        |

## Флора и фауна
В балке у истока реки Дубовой широкое развитие получили интразональные байрачные леса. На склонах балки широко распространена древесная растительность паркового типа. На участке от 3-й Продольной магистрали до городской черты пойма реки Царицы проходит по территории Ворошиловского участкового лесничества городского лесничества Волгограда.
Имеются гнездовья многих видов птиц, муравейники лесных муравьев, редких для балочных систем степной зоны, встречаются: заяц, фазан, серая куропатка. В водотоках реки отмечается присутствие гидробионтов, включая мелких рыб.
Объекты растительного мира, занесенные в Красные книги Российской Федерации и Волгоградской области:
1. Живокость пунцовая — Delphinium puniceum Pall., категория статуса редкости на территории Волгоградской области 3г, категория статуса редкости по Красной книге Российской Федерации 2
2. Прострел луговой — Pulsatilla pratensis (L.) Mill., категория статуса редкости на территории Волгоградской области 2а, категория статуса редкости по Красной книге Российской Федерации 3
3. Тюльпан Геснера (Шренка) — Tulipa gesneriana L.schrenkii Regel, категория статуса редкости на территории Волгоградской области 2б, категория статуса редкости по Красной книге Российской Федерации 2
4. Ковыль перистый — Stipa pennata L. s. str., категория статуса редкости на территории Волгоградской области 2а, категория статуса редкости по Красной книге Российской Федерации 2
5. Ковыль опушеннолистный — Stipa dasyphylla (Lindem.) Trautv., категория статуса редкости на территории Волгоградской области 2а, категория статуса редкости по Красной книге Российской Федерации 2.
6. Корникулярия степная — Cornicularia steppae Savicz, категория статуса редкости по Красной книге Российской Федерации 2.
7. Катран шершавый — Crambe aspera Bieb., категория статуса редкости на территории Волгоградской области 2а.

- Прострел луговой
- Тюльпан Геснера
- Ковыль перистый
- Ковыль опушеннолистный

## Использование территории
В пойме проходят тренировки и соревнования туристов.

## Объекты культурного наследия
На территории поймы расположен пожарно-спасательный катер «Гаситель» — памятник речникам Волжского бассейна, имеющий историко-культурную значимость.

## Охрана
На территории Охраняемой речной системы запрещается:
1. строительство зданий и сооружений, дорог и трубопроводов, линий электропередач и прочих коммуникаций, взрывные работы и разработка новых месторождений;
2. выпас скота и его прогон по территории Охраняемого ландшафта, вне установленных мест;
3. сбор и уничтожение растений;
4. распашка и разрушение берегов, уничтожение прибрежной растительности, имеющей водоохранное и противоэрозионное значение;
5. деятельность, которая может повлечь за собой изменение естественного уровня водного горизонта и гидрологического режима территории;
6. применение ядохимикатов и химических средств защиты растений сельскохозяйственными и другими организациями и предприятиями без предварительного согласования со специально уполномоченным органом;
7. проезд транспорта вне дорог общего пользования, стоянка транспорта вне отведенных мест;
8. размещение отходов производства и потребления;
9. предоставление земельных участков под застройку, для коллективного и индивидуального садоводства и огородничества, организации подсобного хозяйства.

На территории Охраняемой речной системы осуществляются:
1. мероприятия по сохранению природного комплекса;
2. мониторинг состояния окружающей природной среды, изучение природных экосистем и их компонентов;
3. мероприятия по санитарному уходу за территорией и обеспечению противопожарной безопасности и другие профилактические мероприятия, способствующие улучшению условий среды обитания редких и исчезающих видов животных;
4. научно-исследовательская и эколого-просветительская работа;
5. эколого-туристическая деятельность.

В 2015 году Центральным районным судом Волгограда был удовлетворён иск Волгоградской межрайонной природоохранной прокуратуры к администрации Волгограда о понуждении поставить на кадастровый данную ООПТ, что было необходимо для предотвращения возможности незаконных строек на территории ООПТ.